# Reptalus vilbastei
Reptalus vilbastei är en insektsart som beskrevs av Logvinenko 1975. Reptalus vilbastei ingår i släktet Reptalus och familjen kilstritar.
Artens utbredningsområde är Ukraina. Inga underarter finns listade i Catalogue of Life.